# Abalistes stellaris
Cá bò đuôi dài hay còn gọi ngắn gọi là cá bò (Danh pháp khoa học: Abalistes stellaris), tên thường gọi tiếng Anh: Starry triggerfish, Leather jacket. Tên gọi tiếng Nhật: Usubahagi, Usuba-hagi. Tên gọi tiếng Tây Ban Nha: Lija barbuda, là một loài cá nóc trong họ cá nóc gai Balistidae phân bố ở vùng biển nhiệt đới, Hồng Hải, Đông châu Phi, Ấn Độ, Sri Lanka, Úc, Indonesia, Malaysia, Philippines, Thái Lan, Nhật Bản, Trung Quốc, Việt Nam. Tại Việt Nam thì có vùng biển Miền Trung, bắt gặp tại vùng độ sâu đến 90m. Cá sống khu vực ven biển, thức ăn chủ yếu là động vật đáy. Chúng được tìm thấy xung quanh các đám tảo, bọt biển, rạn san hô.

## Đặc điểm
Cá có cấu tạo dẹp bên. Thân cá màu xám có những đám màu xanh-olive, bụng trắng. Mình dẹp 2 bên. Vảy nhỏ, thô ráp, vây ở phần sau thân có gai nhỏ rõ ràng. Gai đầu tiên của vây lưng thứ nhất rất lớn. Vây bụng có dạng đặc biệt, có 2 gai to. Vây đuôi tròn, phân thùy không sâu. Cuống đuôi dẹp bằng, chiều rộng lớn hơn chiều cao cuống đuôi. Mắt tròn, to nằm ở ngay trước vây lưng thứ nhất. Phía trước mắt có một rãnh sâu bắt đầu từ viền hốc mắt nhỏ và nông dần về phía mõm. Ở cá trưởng thành vây đuôi trên dưới nối liền nhau.
Chiều dài đầu nhỏ hơn 1/3 chiều dài toàn thân. Màu sắc của cá tương đối đa dạng. Thân thường có màu xám. Phần lưng có 3 đốm trắng lớn và nhiều chấm nhỏ màu xanh lam. Phần đầu có 3-4 dải màu vàng kéo dài từ miệng đến gốc vây ngực. Vây ngực có màu vàng. Các vây còn lại đều có viền đen. Kích cỡ khai thác 200 – 400 mm, có khi đạt đến 600mm. Vẩy lưng thứ nhất có 3 gai cứng, dựng đứng do vẩy thứ nhì chống chung nơi gốc. Vẩy lưng và vẩy hậu môn có những tia mềm phân nhánh. Kích thuớc tối đa 60 cm, trung bình 30–40 cm. Ngoài tự nhiên cá có thể đạt đến 60 cm chiều dài.